# 马塞利诺·奥雷哈·阿吉雷
马塞利诺·奥雷哈·阿吉雷（西班牙語：Marcelino Oreja Aguirre，1935年2月13日—），第一代奥雷哈侯爵，西班牙律师，法学家。1976年至1980年间出任苏亚雷斯内阁的外交大臣。

## 生平
1935年2月13日出生于马德里的一个巴斯克裔卡洛斯派家庭。1951年至1955年间在马德里大学和萨拉曼卡大学学习法律。1952年在波恩大学留学，1953年在倫敦大學城市學院学习国际法，1957年至1959年的夏天在海牙國際法學院参加课程。1960年获得马德里大学博士学位。
在佛朗哥去世后，他于1976年至1980年出任苏亚雷斯内阁的外交大臣。任期内，他代表西班牙王国在联合国签署了世界人权宣言，与苏联、越南和莫桑比克建立了外交关系，还为西班牙王国加入欧洲委员会做出了贡献。
1984年至1989年担任欧洲委员会秘书长。1989年至1993年担任欧洲议会议员，期间还是欧盟委员会能源委员。1993年至1995年担任欧盟委员会议会关系委员。
2010年4月8日被封为初代奥雷哈侯爵。

## 荣誉
- 大十字级天主教伊莎贝拉勋章
- 大十字级卡洛斯三世勋章
- 塞维利亚大学荣誉博士
- 萨拉戈萨大学荣誉博士（1994年）[2]